# Новый Париж (Одесская область)
Новый Париж (укр. Новий Париж; до 2024 года — Роща) — село, относится к Болградскому району Одесской области Украины.
Население по переписи 2001 года составляло 311 человек. Почтовый индекс — 68420. Телефонный код — 4845. Занимает площадь 0,64 км². Код КОАТУУ — 5120480502.

## История
В 1945 г. Указом ПВС УССР село Новый Париж переименовано в Роща.

## Население и национальный состав
По данным переписи населения Украины 2001 года распределение населения по родному языку было следующим (в % от общей численности населения):
По Веселокутскому сельскому совету: украинский — 14,99 %;русский — 78,70 %; белорусский — 0,05 %; гагаузский — 1,57 %; молдавский — 0,76 %; немецкий — 0,28 %; греческий — 3,46 %.
По селу Веселый Кут: украинский − 3,68 %;русский — 78,07 %;белорусский — 0,06 %; гагаузский — 1,39 %;молдавский — 0,78 %; немецкий — 0,06 %; греческий — 3,23 %.
По селу Роща: украинский — 7,40 %; русский — 82,32 %; гагаузский — 2,57 %; молдавский — 0,64 %; немецкий — 1,61 %; греческий — 4,82 %.

## Местный совет
68420, Одесская обл., Болградский р-н, с. Весёлый Кут, ул. Кутузова.